# Halcones (grupo paramilitar)
Los Halcones fueron un grupo paramilitar mexicano creado a finales de la década de los 1960 y dirigido por el coronel Manuel Díaz Escobar, entonces subdirector de Servicios Generales del Departamento del Distrito Federal. Esta agrupación fue responsable de la Masacre de Corpus Christi —conocida también como Halconazo— el 10 de junio de 1971, en la que cerca de 120 personas fueron asesinadas durante una manifestación estudiantil en la Ciudad de México.

## Historia

### Creación
Existen algunas discrepancias entre el año exacto de creación de los Halcones, situando su origen entre 1966 y 1970. Algunas fuentes señalan que Luis Echeverría, entonces secretario de Gobernación del presidente Gustavo Díaz Ordaz, envió al coronel Díaz Escobar al Departamento del Distrito Federal con la consigna de crear un grupo paramilitar que reprimiera cualquier manifestación de todo movimiento que criticara al gobierno. Otros coinciden en la creación del grupo en 1966, pero atribuyen su creación por órdenes de Alfonso Corona del Rosal, nombrado regente del Distrito Federal en 1970.
Jack B. Kubisch, jefe de misión adjunto de la Embajada de Estados Unidos en México, señaló en un cable diplomático el 17 de junio de 1971 que los Halcones «son un grupo represivo oficialmente financiado, organizado, entrenado y armado, cuyo propósito principal desde su fundación en septiembre de 1968 ha sido el control de los estudiantes de izquierda y antigobierno.» Kubisch también aclara que la existencia y funciones de los Halcones era bien conocida entre los principales oficiales políticos y de justicia en el gobierno mexicano.
El 18 de junio de 1971, 11 días después de la Masacre de Corpus Christi, Díaz Escobar negó la existencia del grupo durante una declaración ministerial con personal de la Procuraduría General de la República. En dicha comparecencia, Díaz Escobar mencionó que, en julio de 1970, se creó «un personal de vigilancia para el cuidado y mantenimiento de instalaciones especiales, como el Metro que se iba a inaugurar, numerosas bombas de agua y plantas de tratamiento de aguas negras», pero que con el cambio de administración —ocurrido el 1 de diciembre de 1970—, ese grupo fue dado de baja. Sin embargo, la existencia de los Halcones fue confirmada en años posteriores por confesión de sus antiguos integrantes; muchos de ellos, aprehendidos por delinquir.
El nombre de dicho grupo paramilitar pudo estar inspirado en la "palomilla" (pandilla juvenil) homónima a la que Luis Echeverría perteneció en su juventud y que se desenvolvía en la Colonia Del Valle (en los límites de la Narvarte) y la primaria Benito Juárez, de la colonia Roma. A esta misma pertenecieron otros importantes personajes: José López Portillo (su sucesor en la presidencia), Arturo «El Negro» Durazo (exjefe del Departamento de Policía del Distrito Federal), Ricardo Martínez de Hoyos (pintor mexicano) y Raúl «Chato» Padilla (Comediante)

### Reclutamiento
De acuerdo con un informe del Buró de Inteligencia e Investigación del Departamento de Estado de los Estados Unidos, los Halcones eran reclutados entre estudiantes en edad universitaria por personas relacionadas con oficiales del Partido Revolucionario Institucional (PRI), quienes gozaban de la confianza personal del presidente Luis Echeverría. A los reclutas se les otorgaba educación universitaria, pago en dinero y la promesa de un futuro brillante en el PRI. Eran entrenados por personal del Ejército y se les proporcionaban armas y equipamiento por un valor cercano a los 200 mil dólares, incluyendo 100 carabinas M-1. Se seleccionaban jóvenes de escasos recursos, «gente resentida, sujetos que pudieran realizar acciones violentas, incurriendo en el asesinato sin remordimientos, ni cuestionamientos de ninguna especie»:

Ser lumpen era otro elemento común entre ellos y, probablemente, considerado para su reclutamiento ya que el sueldo ofrecido resultaba una excelente opción laboral para jóvenes desarraigados, sin instrucción, pobres y resentidos, cuya preparación militar era la única forma de insertarse dentro de la economía formal, por lo que las ‹gratificaciones› eran bien recibidas entre ellos y una manera de ‹comprar› el silencio de estos sujetos respecto de los actos.
Informe final de la FEMOSSP

Haber formado parte de la Brigada de Fusileros Paracaidistas era visto como un buen antecedente para pertenecer a los Halcones. Según la declaración de Rafael Delgado a la DFS, exintegrante de la Brigada de Fusileros Paracaidistas y miembro de los Halcones, la convocatoria para ingresar al grupo se hacía de boca a boca. El grupo se nutría de personas que habían formado parte del Ejército, pero habían solicitado su baja o habían sido expulsados por mala conducta. A nivel de tropa, no se aceptaban miembros en activo. 
Entre los criterios de selección, se valoraba «el entrenamiento físico que tuvieran, la disciplina castrense, el manejo de artes marciales, la edad, la obediencia ciega, la carencia de principios éticos.» Se pedía que los integrantes del grupo gozaran de buena salud; aptitudes para el entrenamiento intensivo en técnicas marciales como karate, judo, kendo y boxeo; debían ser capaces de realizar acrobacias y carreras de resistencia, así como ser aptos en tiro con armas automáticas, manejo de armas blancas y prácticas de sabotaje.
En algunos casos, sus integrantes eran contratados como parte de oficinas ajenas a las actividades que desempeñaban. Tal fue el caso de Mario Romero Ramírez, alias El Fish, quien fue empleado del secretario particular del coronel Corona del Rosa a principios de 1967. Romero Ramírez ayudó al gobierno mexicano durante las movilizaciones de estudiantes de 1968 con labores de infiltración y como golpeador. Durante su existencia, los Halcones formaron parte de la nómina del Departamento del Distrito Federal a través del Departamento de Limpia.

### Entrenamiento en el extranjero
A inicios de la administración de Echeverría, el secretario de Relaciones Exteriores, Emilio Óscar Rabasa, se reunió con el embajador de Estados Unidos, Robert McBride, para hacerle llegar una petición del mandatario mexicano. Echeverría solicitaba a Washington si estaría dispuesto a preparar un programa de entrenamiento policial para un grupo de fuerzas de seguridad mexicano. De acuerdo con un cable diplomático fechado al 6 de enero de 1971, el subsecretario de Relaciones Exteriores, José S. Gallastegui, y el coronel Manuel Díaz Escobar dijeron que los integrantes de este grupo estaban particularmente interesados en aprender «control de multitudes, lidiar con manifestaciones estudiantiles y disturbios, [así como] entrenar en tácticas de defensa física y combate cuerpo a cuerpo.»
Díaz Escobar describió al grupo que asistiría al entrenamiento como «cuatro o cinco» jóvenes oficiales del Ejército, de veintitantos años; tres serían estudiantes universitarios entre 18-19 años —posibles fuentes del gobierno mexicano en las organizaciones estudiantiles, según apuntes de la Embajada—; y 8-10 serían jóvenes de veinte años entrenados para «puestos importantes» —posibles reclutas para la policía o futuros subjefes de los Halcones—. De acuerdo a la Embajada, el grupo operaría completamente fuera del departamento de Policía del Distrito Federal y, por sus edades, estos individuos serían usados para liderar y entrenar a los Halcones.
La conexión entre Díaz Escobar y los Halcones preocupó a la Embajada, que creía que los oficiales entrenados podrían regresar a México para «desempeñar algún rol en los Halcones, lidiando duramente y quizá incluso fuera de la ley con líderes estudiantiles y protestas.» En un telegrama fechado al 8 de enero de 1971, el Departamento de Estado de EE. UU., expresó sus dudas por las tácticas «políticamente impopulares» que los entrenados podrían usar en México.
Pese a los señalamientos de la embajada, se acordó el entrenamiento. El 8 de marzo de 1971, un grupo de cinco hombres –incluido el hijo del coronel Díaz Escobar, Manuel Díaz Escobar Celorio– partieron rumbo a Washington, con una fecha de regreso programada al 9 de julio.
El 14 de enero de 1972, un integrante de la organización declaró a la Dirección Federal de Seguridad (DFS) que Díaz Escobar había seleccionado a 40 mandos para ser capacitados en Francia, Estados Unidos, Inglaterra y Japón. Las personas elegidas eran exmilitares, especialmente antiguos integrantes de la Brigada de Fusileros Paracaidistas como Víctor Manuel Flores Reyes, Rafael Delgado Reyes, Sergio San Martín Arrieta, Mario Efraín Ponce Sibaja y Candelario Madera Paz. Leopoldo Muñiz, exintegrante de los Halcones, confirmó que fue enviado, junto con otros 40 elementos, a ser capacitado en el extranjero. El 5 de febrero de 1971, salieron grupos de 10 elementos a recibir entrenamiento en Inglaterra, Francia, Estados Unidos y Japón.

## Actividades

### Infiltración de grupos estudiantiles
Los miembros de los Halcones eran seleccionados por su edad. Debían tener entre 18 y 25 años, de modo que pudieran mezclarse con los estudiantes universitarios:

En los pasillos universitarios, en las agrupaciones, en las movilizaciones, en los comités de huelga, su presencia debía pasar inadvertida. Debían poder informarse e informar de las actividades y formas de lucha de las diferentes escuelas y poder identificar a los estudiantes.
Informe final de la FEMOSSP

Sus técnicas de infiltración les permitían contar con credenciales de alumnos regulares para poder circular libremente en los planteles, marchas y reuniones de los estudiantes. Durante finales de los años 1960 y principios de los 1970, los Halcones se hicieron pasar por estudiantes de educación media, media superior y superior.
Los Halcones se infiltraban en el movimiento estudiantil, presentándose como activistas que incitaban a la violencia y los actos vandálicos, con lo que hacían parecer a todos los estudiantes como delincuentes potenciales. Nutrían el clima de incertidumbre y miedo al interior de las instituciones educativas y provocaban la fractura entre las escuelas. Al promover el vandalismo, se buscaba la aprobación social para la represión por parte de la fuerza policial y el Ejército.

### Actividades entre 1968 y 1971
Existe un registro de actividades de los Halcones durante 1968 y 1971, previo a la Masacre de Corpus Christi:
- 1968: Asalto a la Vocacional 7 en Tlatelolco; balacera en contra del Colegio México; asalto a preparatorias y vocaciones; participación durante la matanza de Tlatelolco.[nota 1]
- 1969: Ayudantes de julias contra ambulantes; presencia en audiencias de presos políticos, secuestrándolos y golpeándolos a su salida.
- 1970: Ataques a preparatorias, especialmente a la Popular.
- 1971: Previo a la Masacre de Corpus Christi, la madrugada del 28 de mayo asaltaron las preparatorias populares de Liverpool y de Tacuba, donde robaron documentos, muebles y artículos eléctricos.

#### Represión estudiantil del 4 de noviembre de 1970
De acuerdo con el Informe Final de la SEFOSSP, los Halcones intervinieron en la marcha del 4 de noviembre de 1970 junto con la Policía de Seguridad Pública, un helicóptero de la Fuerza Aérea Mexicana y cuatro vehículos antimotines. La marcha había sido convocada para pedir la reinstalación de 130 obreros textileros y se dio en el contexto del cambio de gobierno entre Díaz Ordaz y Echeverría.

El ‹nuevo› movimiento sufrió su primer embate el 4 de noviembre de 1970. La movilización convocaba a luchar por la reinstalación de 130 obreros separados de su cargo en Ayotla Textil, contra el sindicalismo charro y la independencia de la CTM, contra los ‹patrones explotadores› de Industria Celorio de Ayotla Textil, y en apoyo a la independencia sindical de Ferrocarriles Nacionales. Se hablaba de la unidad ‹Obrero, Campesina, Estudiantil›, se hizo un llamado a la manifestación Obrero-Estudiantil organizada por el CoCo y los de comités de Lucha UNAM-IPN. Partiría del Casco de Santo Tomás a las 16 horas rumbo a la Plaza Roja de Zacatenco, citaba el Comité de lucha de la Escuela Nacional de Ciencias Biológicas. La operación estuvo a cargo del General Renato Vega Amador, en el tiempo del cambio de poderes entre Díaz Ordaz y Luis Echeverría.
Informe final de la SEFOSSP

Según la Embajada de Estados Unidos en México, esta marcha celebraba también la victoria del presidente chileno Salvador Allende. En esta participación, los Halcones usaron sables de bambú —o shinai— para golpear a los estudiantes, quienes los describieron como «gorilas entrenados por el ejército».

### Participación en la Masacre de Corpus Christi

Ilustración de un integrante del grupo paramilitar Los Halcones golpeando con una vara de bambú a un manifestante caído en el suelo, en la represión del 10 de junio de 1971 en la Ciudad de México.

De acuerdo con el testimonio de un integrante del grupo, «estuvo acuartelado desde las ocho de la mañana del día nueve [9 de junio de 1971] sin salir hasta las quince horas en que, a bordo de cinco camiones de servicio se dirigieron a la alameda de Santa María la Rivera, en donde estuvieron por espacio de dos horas aproximadamente para después dirigirse a las proximidades de la Escuela Normal en donde recibieron instrucciones.»
Los reportes de la policía capitalina muestran que los oficiales acordonaron la zona para preparar la intervención de los Halcones. A las 12 horas del 10 de junio, se colocó en el Casco de Santo Tomás, «un grupo aproximado de 60 Halcones portando pancartas con la efigie del Ché Guevara y con la leyenda ‹Hasta la victoria siempre›.» La policía actuó como un retén para «encajonar» a los estudiantes y esperar el ataque de los Halcones en puntos estratégicos.
Los estudiantes se citaron en el Casco de Santo Tomás, en específico en la escuela de Ciencias Biológicas, entre las 15:00 y las 17:30 horas. Al percatarse del cerco policial, los estudiantes dudaron sobre salir a marchar, pero al final decidieron hacerlo, con una participación entre 8 y 10 mil personas. En la esquina de la calle Amado Nervo, el contingente fue detenido por el cuerpo de granaderos; a lo que los estudiantes respondieron entonando el Himno Nacional y prosiguiendo con la marcha. Más adelante, un grupo de 15 granaderos intentó repeler al contingente mediante gas lacrimógeno, sin surtir efecto.
Sin embargo, en la parte media y trasera de la marcha se encontraban los Halcones infiltrados. A las 17:25 horas se suscitó una riña colectiva en la que hubo disparos de armas de fuego, causando una desbandada. Además del grupo de Halcones que portaba la camiseta del Che, otro grupo de 150 paramilitares se lanzó por dos frentes para atacar la manifestación, armados con sables de kendo —shinai—. Estas personas, que se hacían pasar también por estudiantes, se distinguían por su corte de cabello y su preparación para el ataque cuerpo a cuerpo. En la confusión inicial, los Halcones se atacaron entre sí. Se detuvieron hasta que un tanque antimotines les advirtió por el altavoz: «no se peguen, son los mismos».
Con la confrontación en desarrollo, los Halcones se lanzaron a atacar a la vanguardia de la marcha, donde se encontraba la prensa, los reporteros gráficos y los corresponsales de agencias internacionales. Prosiguió la golpiza al centro de la marcha y comenzaron a disparar desde un edificio en la calle de Tláloc y otro contiguo al Cine Cosmos; algunos iban armados con metralletas, fusiles automáticos M-1, M-2 y M-16. Según los testimonios recogidos en el Informe Final de la SEFOSSP, la policía también apoyó a los Halcones con una descarga de gases lacrimógenos, mientras que la gente de los edificios cercanos arrojaba paños empapados en vinagre para auxiliar a los manifestantes.
La marcha se dispersó. Los heridos fueron llevados al hospital Rubén Leñero, donde fueron auxiliados y escondidos por los mismos enfermos. Los Halcones empezaron a recoger heridos y cadáveres de las calles, así como disparar hacia los edificios y la Normal. Unos se dedicaron a recorrer las azoteas en búsqueda de estudiantes, mientras que otros se dirigieron al Leñero para asaltarlo y secuestrar a algunos de los heridos.
El número de Halcones que participó en la represión varía según los testimonios, oscilando entre las 400 y mil personas. Tras el ataque, el gobierno federal y el Departamento del Distrito Federal negaron la existencia del grupo paramilitar ante la prensa y lo calificaron como «una leyenda».

## Desmantelamiento
El 11 de junio de 1971, un día después de la represión estudiantil, Díaz Escobar ordenó desmantelar todos los campos de entrenamiento y que los integrantes desaparecieran del Distrito Federal. Los Halcones habían sido identificados por las fotografías de la prensa y la cortina de que eran trabajadores de limpia era insostenible, por lo que se les notificó de la disolución del grupo, se les entregó un pago de indemnización y se les notificó que sus documentos personales habían sido destruidos.
El gobierno de Estados Unidos, por su parte, se deslindó del entrenamiento de los Halcones al indicar que, «hasta donde sabemos, ninguno de los entrenados ha regresado aún a México». La embajada «recomendó fuertemente» al Departamento de Estado que no se hablara sobre el programa de capacitación a la policía mexicana por parte de la Academia Internacional de Policía.
Debido a la falta de ingresos, muchos Halcones comenzaron a robar comercios o bancos, resultando en su aprehensión y posterior confesión sobre su participación en el grupo paramilitar. Por su parte, el general Díaz Escobar cobró hasta febrero de 1973 en el Departamento del Distrito Federal, siendo enviado posteriormente a Chile como agregado militar.

## En la cultura popular
En la película Roma (2018) del cineasta mexicano Alfonso Cuarón, uno de los personajes —Fermín, interpretado por José Antonio Guerrero— es un integrante del grupo paramilitar de los Halcones, quien participa durante la masacre de Corpus Christi. En el filme, Fermín es mostrado recibiendo entrenamiento marcial en un campo de fútbol llanero, en alusión a la capacitación en diferentes técnicas marciales que recibieron los Halcones en la vida real. Durante la secuencia del enfrentamiento del 10 de junio, varios involucrados son mostrados portando sables de kendo, como ocurrió en realidad durante la represión.